# Конрад, Поль
Поль Конрад (фр. Paul Konrad; 1877—1948) — директор Невшательской трамвайной службы, известный как миколог-любитель.

## Биография
Поль Конрад родился 1 апреля 1877 года в городке Ле-Локль на территории кантона Невшатель в Швейцарии. Начальное образование получал в Ле-Локле, затем поступил на математический факультет Базельского университета, где изучал геометрию. Не окончив университет, в 1894 году устроился на работу на шоколадную фабрику Сюшара (Suchard) в Невшателе, где работал в продолжение семи лет. Затем на более 40 лет стал работником Невшательской трамвайной службы. С 1914 года он занимал должность её заместителя директора, с 1938 года — директора.
В свободное время Конрад занимался изучением микологии и получил известность именно на этом поприще. В 1918 году он стал членом Французского микологического общества, в 1927 году — Лионского Линнеевского общества. В соавторстве с Андре Мобланом, профессором Национального сельскохозяйственного института в Париже, он создал атлас грибов Icones Selectae Fungorum, известный всему научному миру как подробно иллюстрированное пособие по определению грибов Центральной Европы.
Поль Конрад скончался в Невшателе в декабре 1948 года.

## Некоторые научные работы
- Konrad, P.; Maublanc, A. (1948, publ. 1949). Les Agaricales. Classification, revision des espèces, iconographie, comestibilité. Agaricaceae. Encycl. Mycol. 14: 469 pp., 1 pl.
- Konrad, P.; Maublanc, A. (1952). Les Agaricales. Tome II. Russulacées, hygrophoracées, gomphidiacées, paxillacées, boletacées. Encycl. Mycol. 20: 202 pp.

## Грибы, названные в честь П. Конрада
- Clitocybe konradiana Maire, 1945 [≡ Lyophyllum konradianum (Maire) Konrad & Maubl., 1948]
- Collybia konradiana Singer, 1962
- Cortinarius konradianus Bidaud, Moënne-Locc. & Reumaux, 2000
- Cortinarius miniatopus var. konradii M.M.Moser, 1965
- Craterellus konradii Bourdot & Maire, 1930
- Hygrocybe konradii R.Haller Aar., 1955
- Hymenochaete tabacina var. konradii Pilát, 1930 [≡ Hymenochaete konradii (Pilát) J.C.Léger, 1985]
- Lepiota konradii Huijsman ex P.D.Orton, 1960 [≡ Macrolepiota konradii (Huijsman ex P.D.Orton) M.M.Moser, 1967]